# Province de Rimini
Pour les articles homonymes, voir Rimini (homonymie).
La province de Rimini est une province italienne, dans la région d'Émilie-Romagne.
La capitale provinciale est Rimini.
Elle jouxte au sud les Marches (Province de Pesaro et d'Urbino), à l’est la Mer Adriatique, au nord la Province de Forlì-Cesena, à l’ouest la République de Saint-Marin.
La province de Rimini a été séparée en 1992 du territoire de la province de Forlì-Cesena et elle s'est trouvée augmentée d'une partie du Montefeltro en 2009.

## Géographie
La province s’étend principalement en plaine. Des reliefs de Apennins sont présents sur la partie occidentale (comme Verucchio) dans la vallée du Marecchia et sud occidentale (Gemmano et Montescudo).
Le fleuve principal est le Marecchia, avec aussi le Conca, l'Ausa et le Marano (les deux derniers naissent dans la République de Saint-Marin). Sur le territoire de la province, des lacs ou bassins ne sont pas d’une grande importance, mais la côte est particulièrement plate et offre des plages magnifiques.

## Économie
- Essentiellement basée sur le tourisme et l'agriculture (olive et fruits divers), avec toutes les petites et moyennes entreprises qui en vivent (services, hôtellerie, restauration, artisanat, ..).

## Tourisme
- Les stations balnéaires le long de la côte de Bellaria-Igea Marina à Cattolica
- l a République de Saint-Marin et toute la vallée du Marecchia
- les attractions "l'Italie Miniature" côté nord de Rimini et "fabilandia" au sud.
- Les centres médiévaux de Rimini, San Leo, Santarcangelo di Romagna, Verucchio, Torriana.
- Dans les provinces voisines proches, Cesena, Ravenne, Cesenatico, Forlì, Gradara, etc.

## Administration
Le 17 et 18 décembre 2006 s’est déroulé dans les 7 communes de la vallée du Marecchia (Casteldelci, Maiolo, Novafeltria, Pennabilli, San Leo, Sant'Agata Feltria et Talamello, actuellement en province de Pesaro et Urbino), le référendum prévu par la Constitution, par lequel ces communes demandent le rattachement à la province de Rimini ; la consultation a produit un brillant succès du « OUI » (82,15 % des votants).
Aujourd’hui la suite prévoit d’entendre les deux régions intéressées, Marches et Émilie-Romagne, et enfin le vote parlementaire.
Le 24 et 25 juin 2007 les habitants des communes de Montecopiolo et Sassofeltrio, actuellement en province de Pesaro et Urbino, ont aussi exprimé par référendum la volonté de rejoindre la province de Rimini et ainsi le territoire de l’actuelle Romagne, à laquelle ils affirment historiquement et géographiquement appartenir.

## Communes principales
- Rimini - 148 402 habitants (31.08.21)
- Riccione - 34 479 habitants (31.08.21)
- Santarcangelo di Romagna - 22 135 habitants (31.08.21)
- Bellaria-Igea Marina - 19 287 habitants (31.08.21)
- Cattolica - 16 686 habitants (31.08.21)
- Misano Adriatico - 13 676 habitants (31.08.21)
- Coriano - 10 417 habitants (31.08.21)
- Verucchio - 10 006 habitants (31.08.21)

## Divers

### Ethnies et minorités étrangères
Selon les données de l’Institut national de statistique (ISTAT) au 1er janvier 2011 la population étrangère résidente était de 35.114 personnes soit 10,1 % de la population totale.
Les nationalités majoritairement représentatives étaient :
| Pos. | Pays      | Population |
| ---- | --------- | ---------- |
| 1    | Albanie   | 8.023      |
| 2    | Roumanie  | 4.413      |
| 3    | Ukraine   | 3.527      |
| 4    | Maroc     | 2.041      |
| 5    | Chine     | 1.833      |
| 6    | Sénégal   | 1.461      |
| 7    | Macédoine | 1.438      |
| 8    | Moldavie  | 1.198      |